# Pont de Londres
|  | «London Bridge» redirigeix aquí. Vegeu-ne altres significats a «London Bridge (cançó)». |

El pont de Londres és un pont sobre el riu Tàmesi, a Southwark, Londres. Està entre el pont de ferrocarril del carrer Cannon i el Tower Bridge. Aquest era l'emplaçament del Pont de Londres original i és un dels emplaçaments més famosos del món per a un pont. Al costat sud del pont hi ha la catedral de Southwark i l'estació de ferrocarril del Pont de Londres. Al nord hi ha el Monument al Gran Foc de Londres i les estacions de metro Bank i Monument.

## Història
En aquest punt (o en un punt molt proper) hi ha hagut un pont durant els darrers dos mil·lennis. El primer pont a través del Tàmesi el van construir els romans en aquest punt al voltant de l'any 50 dC i era de fusta. El punt es va escollir de manera que l'aigua encara era prou profunda per a arribar al mar navegant. El pont es va deixar mig abandonat quan els romans se'n van anar, però en un moment donat o bé es va reparar o bé se'n va fer un altre. El 1014 el rei Etelred II d'Anglaterra el va cremar (o destruir) en un intent de dividir les forces invasores dels danesos de Svend Barbaforcada.

### Antic pont de Londres
El pont reconstruït va ser destruït per una tempesta el 1091 i tornat a destruir, aquest cop pel foc, el 1136. Un pont de pedra es va iniciar el 1176, però no es va completar fins al 1209. Sobre el pont aviat es van construir cases, botigues i fins i tot una capella en el centre del pont. Dibuixos de l'època mostren que estava atapeït d'edificis de fins a set pisos. Tenia 19 petits arcs i un pont llevadís amb una caserna al sud. L'estretor dels arcs causava corrents ferotges al riu; només els barquers més valents o els més inconscients intentaven passar per sota el pont, i molts s'ofegaven en l'intent.
La caserna sud era l'escena d'un dels espectacles més macabres Londres de l'època: s'hi exposaven els caps dels traïdors, empalats a piques i sucats en quitrà per a millorar la seva conservació. El cap de William Wallace va ser el primer a aparèixer al pont, iniciant una tradició que continuaria durant una 355 anys. Un visitant a Londres el 1598 va comptar uns trenta caps al pont.
Els edificis del Pont de Londres suposaven un cert risc d'incendi i suposaven un increment del pes als arcs, de manera que no és sorprenent que existissin desastres. El 1212 o 1213 un incendi important va tenir lloc en els dos extrems del pont al mateix temps, atrapant unes 3000 persones i duent-les a la mort. El 1633 es va produir un altre foc que va destruir la meitat del pont. El 1722 la congestió era tan considerable que l'alcalde va decretar «Tots els carros i carruatges que arribin de Southwark a aquesta ciutat es mantindran al costat oest del pont: tots els que surtin de la Ciutat cap al sud es mantindran a l'est». Aquest és l'origen, probablement, de què a Anglaterra es condueixi a l'esquerra. Finalment, el 1758-1762, les cases es van enderrocar juntament amb els dos arcs centrals, i es van substituir per un arc central més gran per a millorar la navegació fluvial.

### Pont nou de Londres

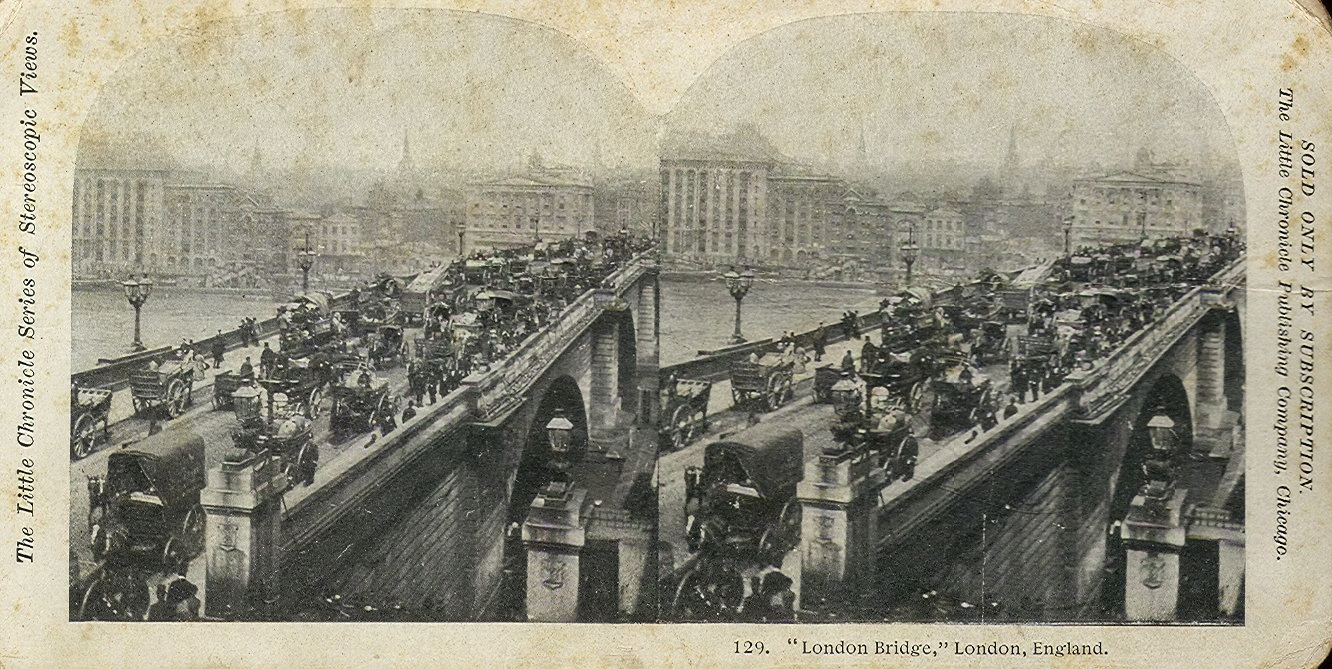
Nou pont de Londres

A començaments del segle xix el vell pont de Londres - en aquell moment amb 600 anys d'història - s'havia de refer. Era estret, decrèpit i un perill al trànsit fluvial. El 1799 es va fer un concurs per a substituir el vell pont. L'enginyer Thomas Telford va proposar un pont amb un sol arc de ferro de vora 180 m. Es va lloar el seu disseny revolucionari, però mai no es va dur a terme.
Finalment, el pont es va substituir per una elegant estructura de cinc arcs de pedres, a uns 30 m a l'oest (aigües amunt del riu). El va dissenyar l'enginyer John Rennie i el va completar el seu fill (que tenia el mateix nom), des de 1824 a 1831.

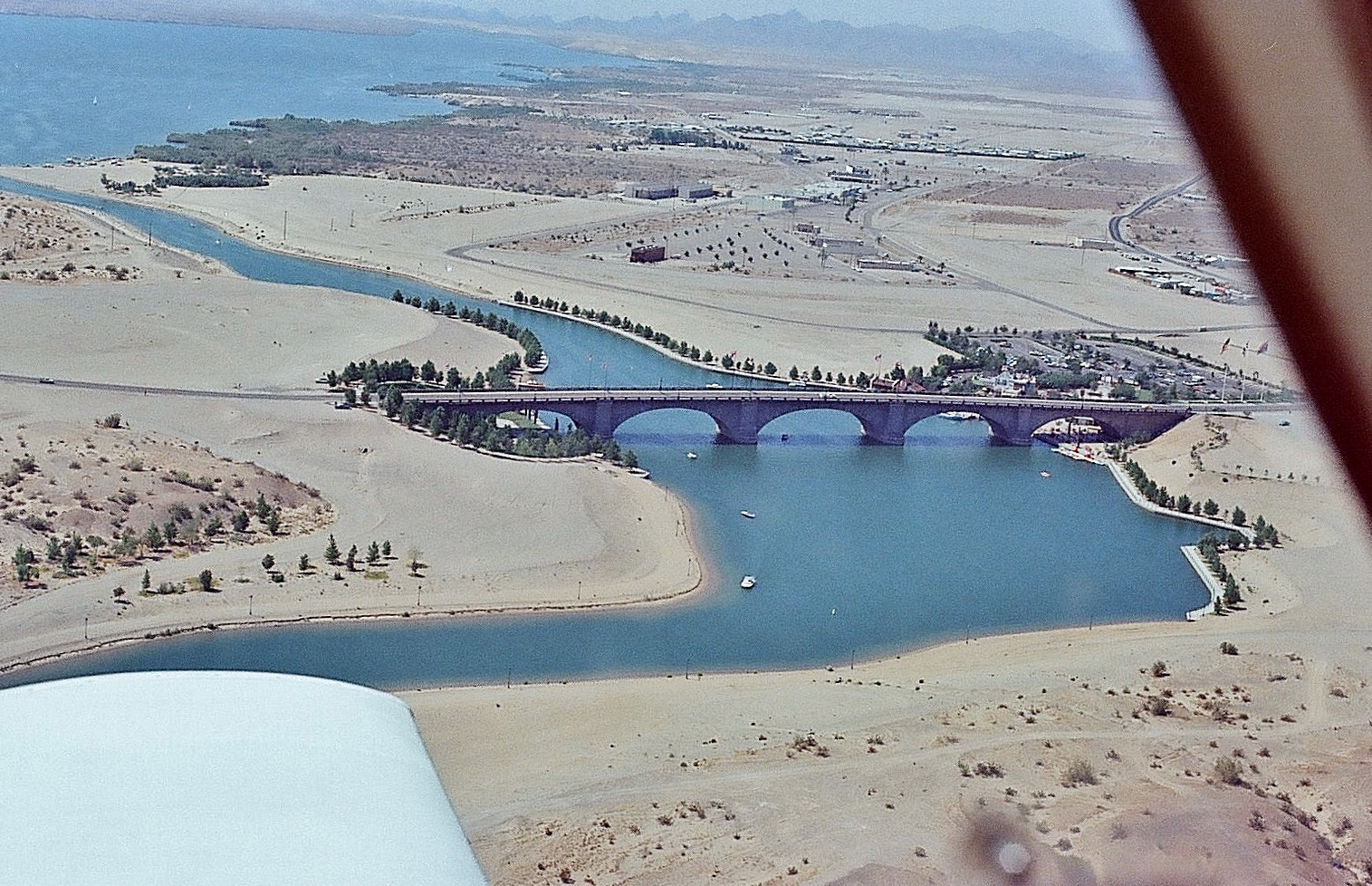
Foto aèria del London Bridge reconstruït com a reclam turístic de la futura Ciutat del Llac Havasu. (any 1971)

Era de granit, amb una longitud de 283 m i una amplada de 15 m. Es va eixamplar el 1902-1904 en un intent de combatre el trànsit caòtic de Londres. Desafortunadament, això va ser massa pels fonaments del pont; es va descobrir que el pont s'enfonsava uns 3cm cada deu anys.
El 1968 el pont dels Rennie es va vendre a l'empresari americà Robert P. McCulloch per 2.460.000 $ (hi ha qui diu que creia que estava comprant el Tower Bridge). El pont es va enviar per mar peça a peça a Lake Havasu City, Arizona, on es va reconstruir i acabar el 1971. Avui, forma part d'un parc temàtic sobre Anglaterra. De manera sorprenent, el pont de Londres de Rennie ha esdevingut la segona atracció turística d'Arizona després del Gran Canyó.

### Pont de Londres modern
El pont de Londres modern es va construir en 1967-1972 i es va obrir el 1973. És una mica anodí i està format per tres vanos arquejats de formigó pretesat.

## Ubicació
Els contraforts del modern pont de Londres descansen diversos metres sobre terraplens naturals de grava, sorra i argila. Des del final del Neolític, el terraplè sud va formar una calçada natural sobre el pantà i el pantà circumdants de l'estuari del riu; el nord va ascendir a terrenys més alts a l'actual lloc de Cornhill. Entre els terraplens, el riu Tàmesi podria haver estat creuat per gual quan la marea era baixa, o ferri quan era alta. Tots dos terraplens, especialment el nord, haurien ofert caps de platja estables per al trànsit de vaixells amunt i avall: el Tàmesi i el seu estuari eren una important ruta comercial interior i continental des d'almenys el segle ix aC.
Hi ha proves arqueològiques d'assentaments dispersos del Neolític, l'Edat del bronze i l'edat del ferro a prop, però fins que s'hi va construir un pont, Londres no existia. Uns quants quilòmetres riu amunt, més enllà de l'abast de la marea superior del riu, es feien servir dos antics guals. Aparentment, aquests estaven alineats amb el curs del carrer Watling, que conduïa al cor dels catuvel·launs, la tribu més poderosa de Gran Bretanya en el moment de la invasió de Cèsar del 54 aC. Temps abans de la conquesta per Claudi el 43, el poder es va traslladar als trinovants, que tenien la regió al nord-est de l'estuari del Tàmesi des d'una capital a Camulodunum, avui Colchester a Essex. Claudi va imposar una colònia important a Camulodunum, i la va convertir en la capital de la nova província romana de Britànnia. El primer pont de Londres va ser construït pels romans com a part del seu programa de construcció de carreteres, per ajudar a consolidar la seva conquesta.

### Ponts romans
És possible que els enginyers militars romans construïssin un pont de barques al lloc durant el període de la conquesta. Un pont de qualsevol tipus hauria donat una ràpida drecera terrestre a Camulodunum des dels ports del sud i de Kent, al llarg de les vies romanes de Stane Street i Watling Street (ara A2). Les vies romanes que conduïen a i des de Londres probablement es van construir al voltant del 50 aC, i el pas del riu possiblement estava servit per un pont de fusta permanent. Al terreny relativament alt i sec de l'extrem nord del pont, un petit i oportunista assentament comercial i marítim va arrelar i es va convertir en la ciutat de Londínium. Un assentament més petit es va desenvolupar a l'extrem sud del pont, a la zona que ara es coneix com a Southwark. El pont podria haver estat destruït juntament amb la ciutat durant la revolta de Boudica (60 aC), però Londínium va ser reconstruït i, finalment, es va convertir en la capital administrativa i mercantil de la Gran Bretanya romana. El pont oferia un moviment massiu ininterromput de trànsit a peu, cavalls i rodes a través del Tàmesi, enllaçant quatre sistemes de carreteres principals al nord del Tàmesi amb quatre al sud. Just aigües avall del pont hi havia molls i dipòsits importants, convenients per al comerç marítim entre Gran Bretanya i la resta de l'Imperi Romà.

### Ponts altmedievals
Amb el final del domini romà a Gran Bretanya a principis del segle v, Londínium va ser abandonat gradualment i el pont va caure en mal estat. En l'Anglaterra anglosaxona, el riu es va convertir en un límit entre els regnes emergents i mútuament hostils de Mèrcia i Wessex. A finals del segle ix, les invasions daneses van provocar almenys una reocupació parcial del lloc pels saxons. El pont podria haver estat reconstruït per Alfred el Gran poc després de la batalla d'Ethandun com a part de la remodelació de la zona per part d'Alfred en el seu sistema de burhs, o podria haver estat reconstruït cap a l'any 990 sota el rei saxó Ethelred el No preparat per accelerar-se. els seus moviments de tropes contra Sweyn Forkbeard, pare de Cnut el Gran. Una tradició escaldica descriu la destrucció del pont l'any 1014 per l'aliat d'Ethelred Olaf, per dividir les forces daneses que controlaven tant la ciutat emmurallada de Londres com Southwark. La primera referència escrita contemporània a un pont saxó és c. 1016 quan els cronistes esmenten com els vaixells de Cnut van passar per alt el pas, durant la seva guerra per recuperar el tron d’Edmund Ironside.
Després de la conquesta normanda el 1066, el rei Guillem I va reconstruir el pont. Va ser reparat o substituït pel rei Guillem II, destruït per un incendi el 1136, i reconstruït durant el regnat d’Esteve. Enric II va crear un gremi monàstic, els germans del pont, per supervisar tots els treballs al pont de Londres. El 1163, Peter of Colechurch, capellà i alcaide del pont i els seus germans, va supervisar l'última reconstrucció del pont en fusta.

### Old London Bridge (1209–1831)

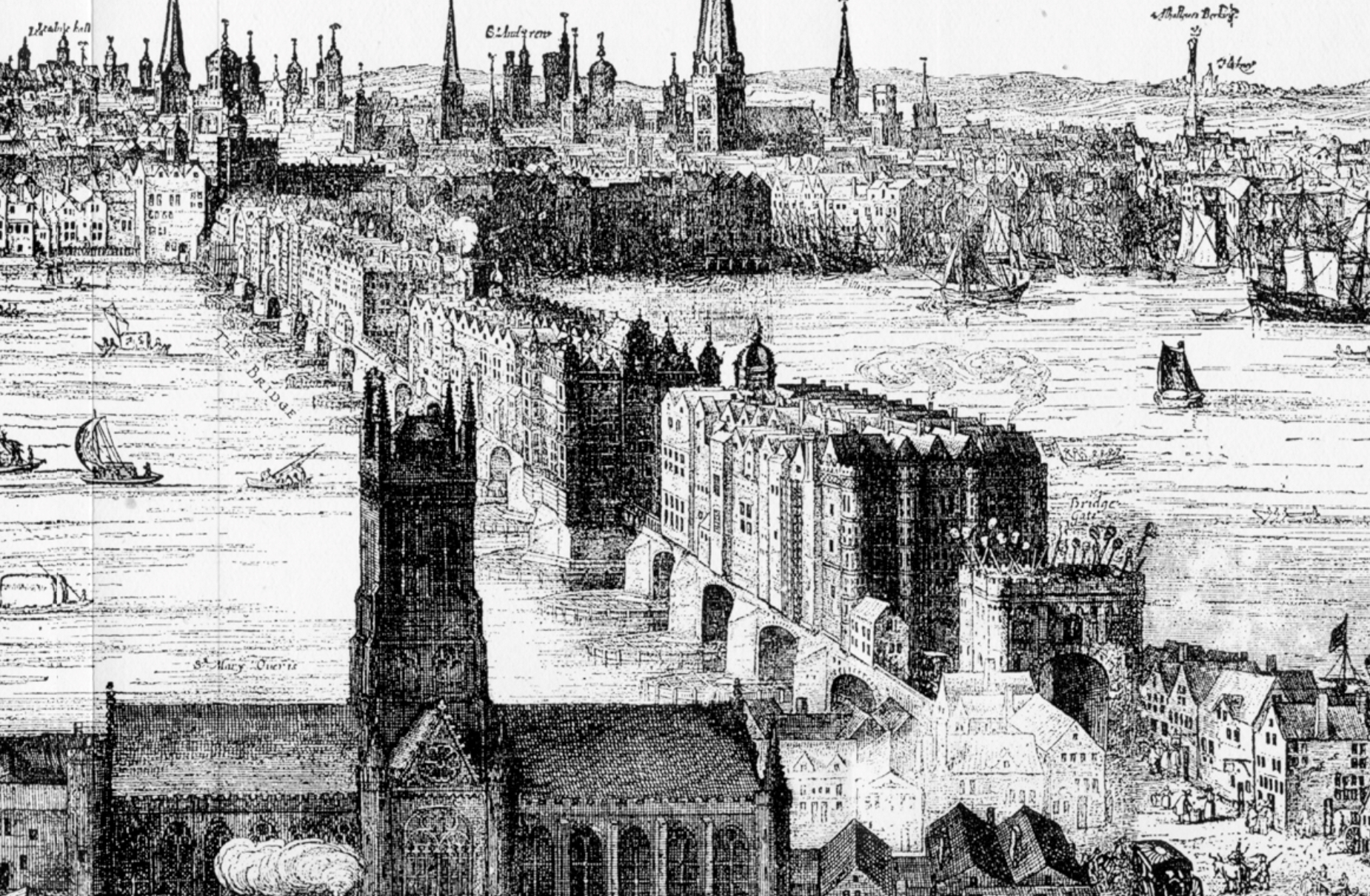
Un gravat de Claes Visscher que mostra l'antic pont de Londres l'any 1616, amb el que ara és la catedral de Southwark en primer pla. Els caps punxeguts dels criminals executats es poden veure a sobre de la porta de Southwark.

Després de l'assassinat del seu antic amic i posterior oponent Thomas Becket, arquebisbe de Canterbury, el rei penitent Enric II va encarregar un nou pont de pedra en lloc de l'antic, amb una capella al centre dedicada a Becket com a màrtir. L'arquebisbe havia estat un londinenc natiu, nascut a Cheapside, i una figura popular. La capella de Sant Tomàs del pont es va convertir en l'inici oficial del pelegrinatge al seu santuari de Canterbury; era més grandiós que algunes esglésies parroquials de la ciutat i tenia una entrada addicional a nivell del riu per als pescadors i els ferris. Les obres de construcció van començar l'any 1176, supervisades per Peter of Colechurch. Els costos haurien estat enormes; L'intent d'Enric de satisfer-los amb impostos sobre la llana i les pells d'ovella probablement va donar lloc a una llegenda posterior que el pont de Londres es va construir sobre paquets de llana. El 1202, abans de la mort de Colechurch, Isembert, un monjo francès reconegut com a constructor de ponts, va ser nomenat pel rei Joan per completar el projecte. La construcció no es va acabar fins a l'any 1209. Al pont hi havia cases des del principi; era una manera normal de pagar el manteniment d'un pont, encara que en aquest cas s'havia de complementar amb altres lloguers i amb peatges. A partir de 1282 dos guardians del pont s'encarregaren del manteniment del pont, encapçalant l'organització coneguda com la Casa del Pont. Els dos únics esfondraments es van produir quan s'havia deixat el manteniment, el 1281 (cinc arcs) i el 1437 (dos arcs). El 1212, potser el més gran dels primers incendis de Londres va esclatar, estenent-se fins a la capella i atrapant moltes persones.
El pont tenia uns 282 m de llarg i tenia dinou molls enllaçats per dinou arcs i un pont llevadís de fusta. Al voltant dels molls hi havia estornells per protegir-los (tenien piles més profundes que els propis molls). El pont, inclosa la part ocupada per les cases, tenia una amplada de 7,1 a 7 metres. La calçada era majoritàriament d'uns 4,6 m d'amplada, variant d'uns 14 peus a 16 peus, excepte que era més estreta a les característiques defensives (la porta de pedra, el pont llevadís i la torre del pont llevadís) i més ample al sud de la porta de pedra. Les cases ocupaven només uns peus a cada costat del pont. Rebien el seu suport principal ja sigui dels molls, que s'estenia molt més enllà del mateix pont d'oest a est, o bé de bigues de martell col·locades d'un moll a un altre paral·lel al pont. Va ser la longitud dels molls el que va permetre construir cases força grans, de fins a 10 m de profunditat.
Els nombrosos tallamars van restringir el flux i el reflux de les marees del riu. La diferència de nivells d'aigua als dos costats del pont podria ser de fins a 1,8 m, produint ràpids entre els molls que s'assemblaven a un sobreeixidor. Només els valents o temeraris van intentar enfrontar el pont - dirigir un vaixell entre els tallamars quan estava inundat - i alguns es van ofegar en l'intent. El pont era «per a que els savis passessin per sobre, i els ximples passessin per sota». El cabal restringit també va fer que als hiverns durs el riu riu amunt fos més susceptible a la congelació.
El nombre de cases del pont va assolir el seu màxim a finals del segle xiv, quan eren 140. Posteriorment, moltes de les cases, originàriament només de 10 a 11 peus d'amplada, es van fusionar, de manera que el 1605 n'hi havia 91. Originàriament és probable que només tinguessin dos pisos, però es van anar ampliant progressivament. Al segle xvii, quan n'hi ha descripcions detallades, quasi totes tenien quatre o cinc pisos (comptant les cobertes com a pis); tres cases tenien sis pisos. Dos terços de les cases van ser reconstruïdes entre 1477 i 1548. Al segle xvii, el plànol habitual era una botiga a la planta baixa, un vestíbul i sovint una cambra al primer pis, una cuina i normalment una cambra i una casa d'aigua (per portar l'aigua en galledes) al segon pis, i cambres i cobertes a dalt. Aproximadament totes les altres cases compartides en un edifici creuat a sobre de la calçada, unint les cases a banda i banda i s'estenen des del primer pis cap amunt.

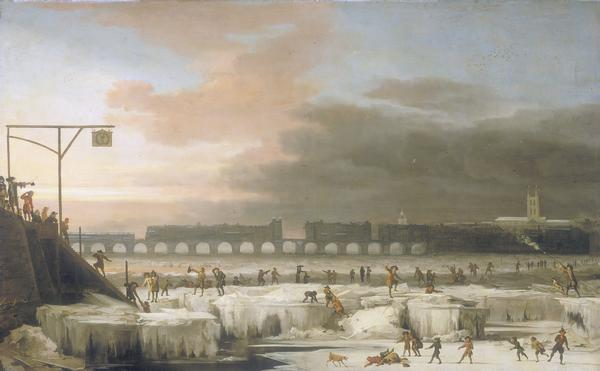
The Frozen Thames (1677) d’Abraham Hondius al Museu de Londres, que mostra l'antic pont de Londres i la Catedral de Southwark a la dreta

Totes les cases eren botigues, i el pont era un dels quatre o cinc carrers comercials principals de la City de Londres. Sembla que hi va haver un intent deliberat d'atreure els oficis més prestigiosos. A finals del segle xiv, més de les quatre cinquenes parts dels botiguers eren mercers, guanters, coberters, boquerers i fletxers o d'oficis relacionats. Cap al 1600, tots aquests s'havien reduït, excepte les merceries, i els espais es van omplir amb merceries addicionals, comerciants que venien tèxtils i botigues de queviures. A partir de finals del segle xvii hi havia una major varietat d'oficis, entre els quals destaquen els metal·lúrgics com els pinters i els agullers, els venedors de béns duradors com bauls i pinzells, els llibreters i els paperers.
Els tres edificis principals del pont eren la capella, la torre del pont llevadís i la porta de pedra, tots els quals semblen haver estat presents poc després de la construcció del pont. La capella va ser reconstruïda per última vegada entre 1387 i 1396, per Henry Yevele, mestre de paletes del rei. Després de la Reforma, es va convertir en casa l'any 1553. La torre del pont llevadís era on s'exposaven els caps tallats dels traïdors. El pont llevadís es va deixar d'obrir a la dècada de 1470 i entre 1577 i 1579 la torre va ser substituïda per Nonsuch House, un parell de cases magnífiques. El seu arquitecte va ser Lewis Stockett, Surveyor of the Queen's Works, que li va donar la segona façana clàssica a Londres (després de Somerset House in the Strand). La porta de pedra va ser reconstruïda per última vegada a la dècada de 1470, i més tard va assumir la funció d'exhibir els caps dels traïdors. Els caps es submergien en quitrà i es bullien per preservar-los dels elements, i es empalaven a les piques. El cap de William Wallace va ser el primer registrat com a aparèixer, el 1305, començant una llarga tradició. Altres caps famosos en piques inclouen els de Jack Cade el 1450, Thomas More el 1535, el bisbe John Fisher el mateix any i Thomas Cromwell el 1540. El 1598, un visitant alemany a Londres, Paul Hentzner, va comptar més de 30 caps al pont:
El darrer cap es va instal·lar l'any 1661; posteriorment es van col·locar caps a Temple Bar, fins que la pràctica va cessar.
Hi havia dues latrines públiques amb diversos seients, però sembla que es trobaven als dos extrems del pont, possiblement a la riba del riu. La de l'extrem nord tenia dues entrades l'any 1306. El 1481, una de les latrines va caure al Tàmesi i cinc homes es van ofegar. Cap de les latrines està registrada després de 1591.

El 1578-1582 un holandès, Peter Morris, va crear una xarxa d'aigua a l'extrem nord del pont. Les rodes d'aigua sota els dos arcs més al nord conduïen bombes que elevaven l'aigua fins al cim d'una torre, des de la qual les canonades de fusta la conduïen a la ciutat. L'any 1591 es van instal·lar rodes d'aigua a l'extrem sud del pont per moldre el blat de moro.
L'any 1633 un incendi va destruir les cases de la part nord del pont. El buit només es va omplir parcialment amb noves cases, amb el resultat que hi va haver un tallafocs que va impedir que el Gran incendi de Londres (1666) s'estengués a la resta del pont i a Southwark. El Gran Incendi va destruir les rodes hidràuliques del pont, impedint que bombessin aigua per combatre el foc.

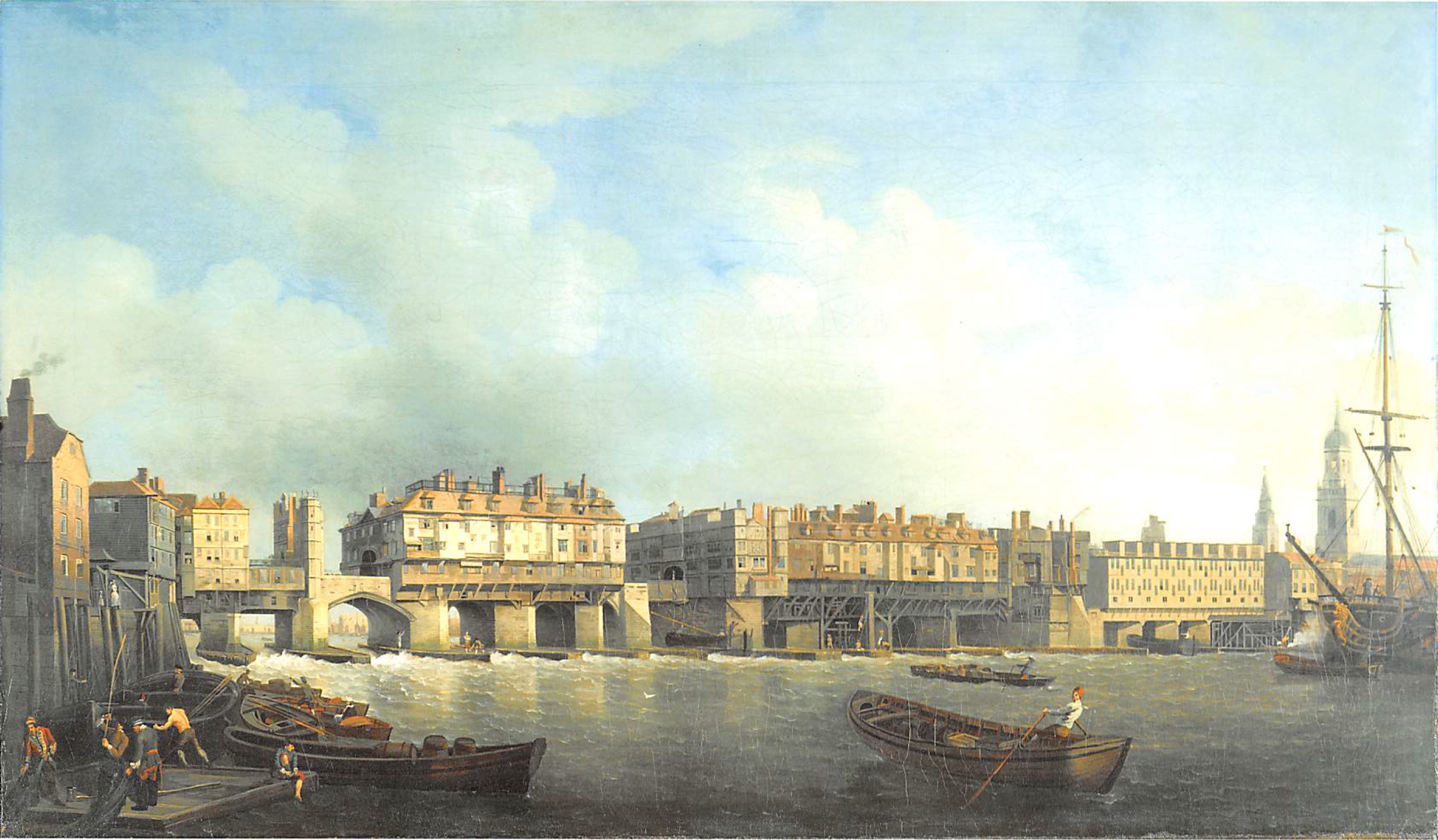
El pont de Londres el 1757 just abans de l'eliminació de les cases, per Samuel Scott

Durant gairebé 20 anys només les cobertes van substituir els edificis cremats. Van ser substituïts a la dècada de 1680, quan es van reconstruir quasi totes les cases del pont. La calçada es va eixamplar a 6,1 m posant les cases més enrere i es va augmentar l'alçada d'un pis a dos. Les noves cases s'estenen més enrere sobre el riu, cosa que hauria de causar problemes més tard. El 1695 el pont tenia 551 habitants. A partir de 1670 es va intentar mantenir el trànsit en cada sentit a un costat, al principi mitjançant una política de mantenir-se a la dreta i a partir de 1722 mitjançant una política de mantenir-se a l'esquerra. Això s'ha suggerit com un possible origen per a la pràctica del trànsit a Gran Bretanya conduint per l'esquerra.
Un incendi el setembre de 1725 va destruir totes les cases al sud de la porta de pedra; van ser reconstruïdes. Les últimes cases que es van construir al pont van ser dissenyades per George Dance the Elder el 1745, però aquests edificis havien començat a enfonsar-se en una dècada. El 1756, la London Bridge Act va donar a la City Corporation el poder d'adquirir totes les propietats del pont perquè poguessin ser enderrocades i el pont millorat. Mentre es realitzava aquesta obra, es va construir un pont de fusta temporal a l'oest del pont de Londres. Es va obrir l'octubre de 1757 però es va incendiar i es va esfondrar l'abril següent. El pont vell es va reobrir fins que un any més tard es va poder enllestir una nova construcció de fusta. Per ajudar a millorar la navegació sota el pont, els seus dos arcs centrals van ser substituïts per un únic vano més ample, el Gran Arc, el 1759.
L'enderrocament de les cases es va acabar l'any 1761 i l'últim inquilí va marxar després d'uns 550 anys d'habitatge al pont. Sota la supervisió de Dance the Elder, la calçada es va eixamplar a 6 m i s'hi va afegir una balustrada de gust neogòtic juntament amb 14 alcoves de pedra per a refugiar-se els vianants. No obstant això, la creació del Gran Arc havia debilitat la resta de l'estructura i es van requerir constants costoses reparacions en les dècades següents; això, combinat amb la congestió tant al pont com sota el pont, que sovint provocava accidents mortals, va provocar la pressió pública per un reemplaçament modern.

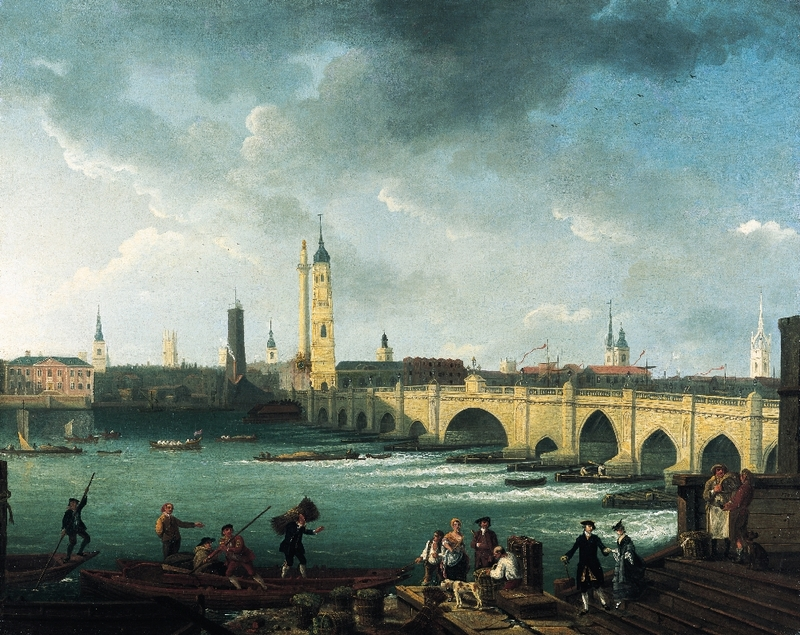
El pont des Pepper Alley Stairs de Herbert Pugh, que mostra l'aspecte del pont de Londres després de 1762, amb el nou Great Arch al centre
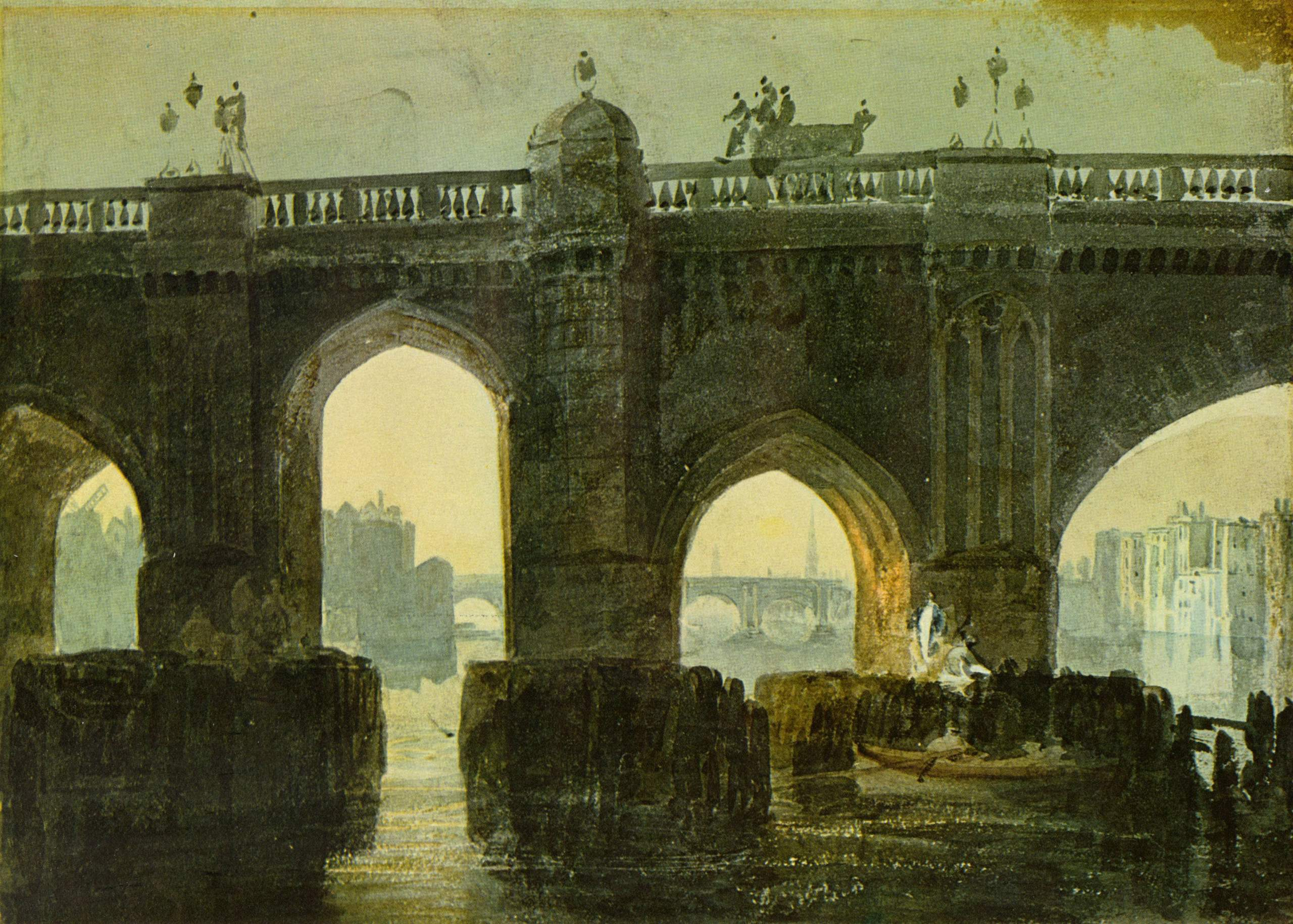
Old London Bridge de J. M. W. Turner, mostrant la nova balustrada i la part posterior d'una de les alcoves per a vianants
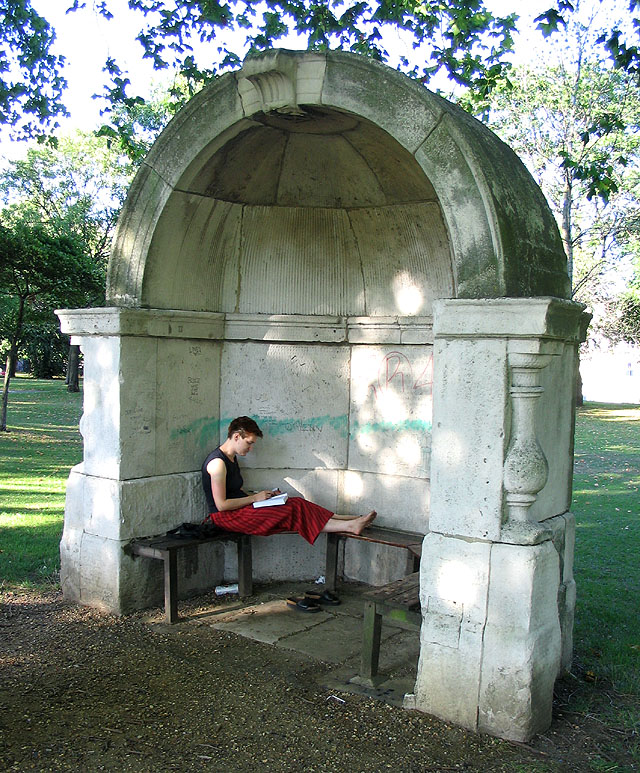
Una de les alcoves per a vianants de la renovació de 1762, ara a Victoria Park, Tower Hamlets: una alcova similar de la mateixa font es pot veure al Guy's Campus del King's College de Londres
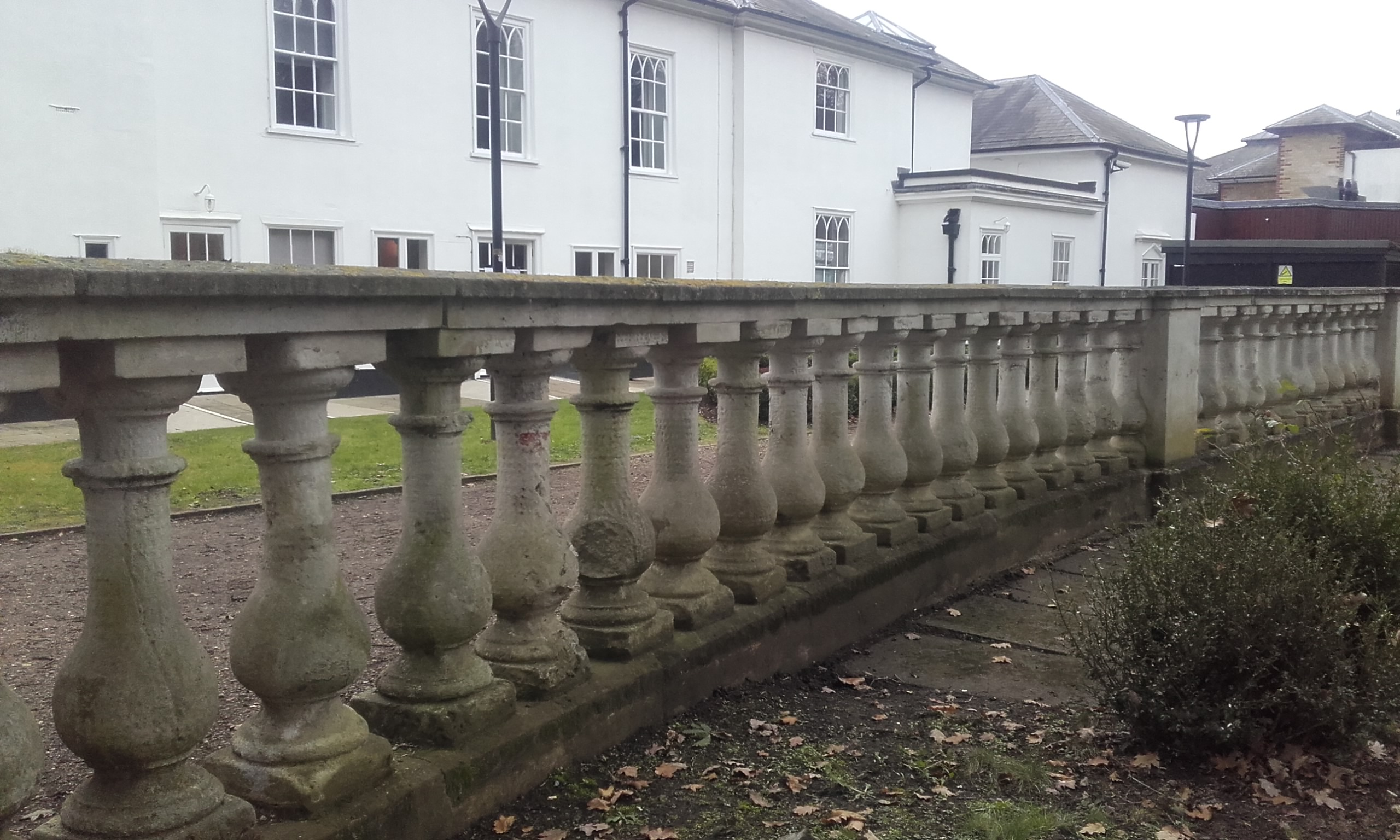
Una secció de la balustrada des del pont de Londres, ara al Gilwell Park a Essex
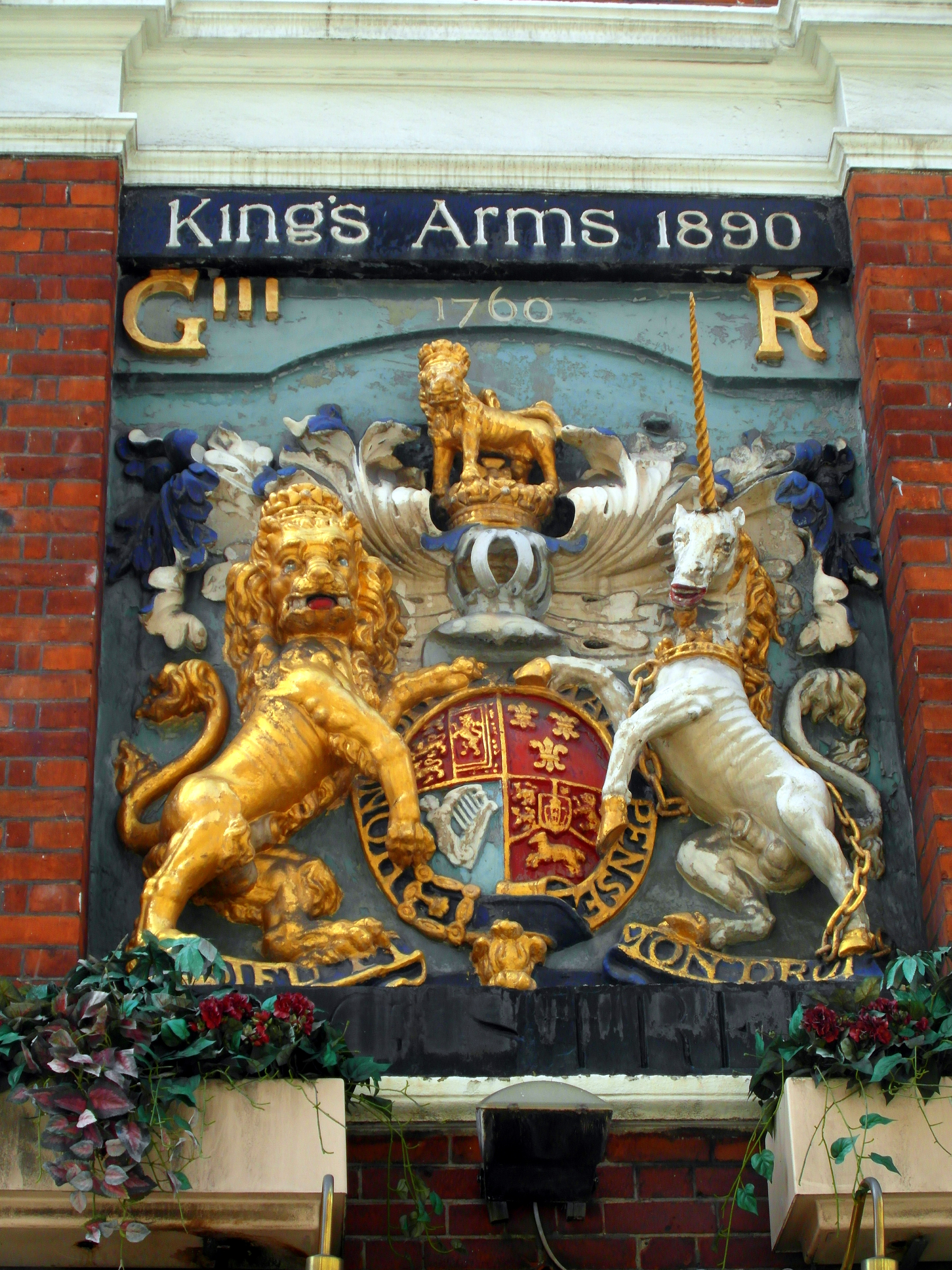
Un relleu de l'escut d'armes reial del Regne Unit des d'una porta sobre l'antic pont de Londres ara forma part de la façana del pub King's Arms, Southwark

### New London Bridge (1831–1967)

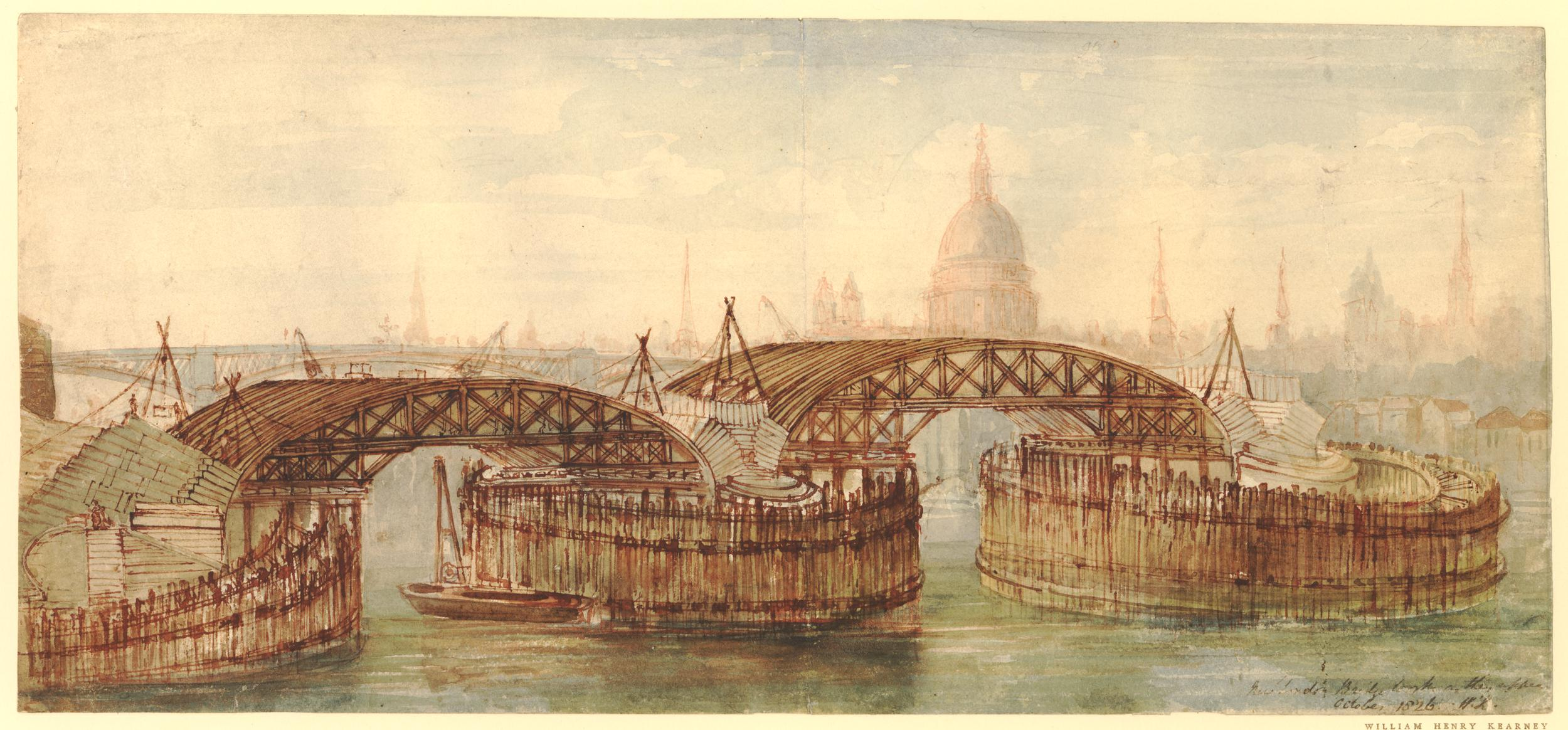
Nou pont de Londres en construcció, de William Henry Kearney, 1826

El 1799 es va obrir un concurs per dissenyar un reemplaçament del pont medieval. Els participants van incloure Thomas Telford; va proposar un sol arc de ferro de 180 m, amb 20 m. d'espai lliure per sota del centre per al trànsit fluvial amb pal. El seu disseny va ser acceptat com a segur i practicable, després del testimoni d'experts. Es van iniciar estudis i obres preliminars, però el disseny de Telford va requerir enfocaments excepcionalment amplis i l'ús extensiu de múltiples plànols molt inclinats, que haurien requerit la compra i demolició de propietats adjacents valuoses.
En lloc d'això, es va triar un disseny més convencional de cinc arcs de pedra, de John Rennie. Es va construir 30 m a l'oest (aigües amunt) del lloc original per Jolliffe i Banks of Merstham, Surrey, sota la supervisió del fill de Rennie. Les obres van començar l'any 1824 i es va col·locar la primera pedra, a la caseta sud, el 15 de juny de 1825.

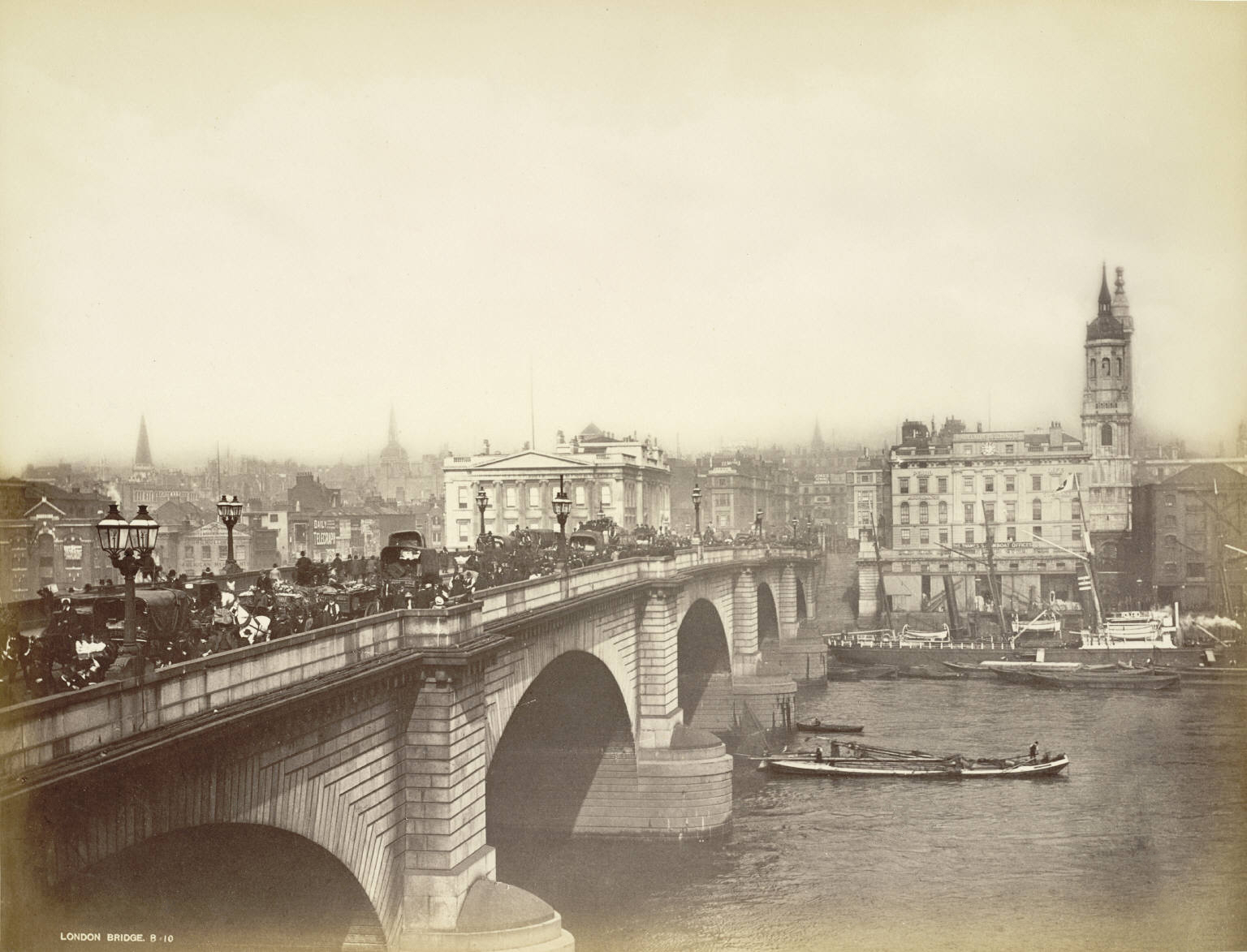
Nou pont de Londres, c. 1870–1890

L'antic pont va continuar en ús mentre s'estava construint el nou pont, i va ser enderrocat després de l'obertura d'aquest el 1831. Es van haver de construir noves vies d'aproximació, que van costar tres vegades més que el mateix pont. Els costos totals, al voltant de 2,5 milions de lliures esterlines (242 £ el 2021), van ser compartits pel govern britànic i la Corporació de Londres.
El pont de Rennie feia 283 m de llarg i 15 m d'ample, construït amb granit Haytor. L'obertura oficial va tenir lloc l'1 d'agost de 1831; El rei Guillem IV i la reina Adelaida van assistir a un banquet en un pavelló erigit al pont. La carretera d'accés nord, King William Street, va rebre el nom del monarca.

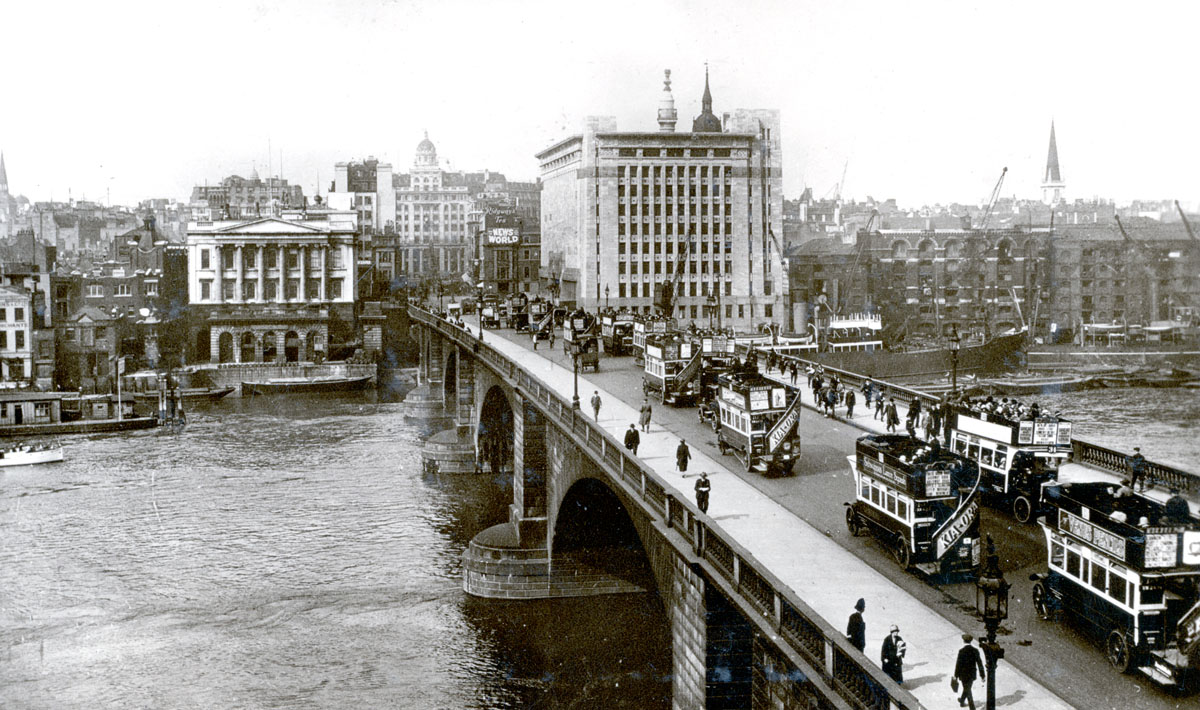
Nou pont de Londres el 1927

El 1896 el pont era el punt més concorregut de Londres i un dels més congestionats; 8.000 vianants i 900 vehicles el travessaven cada hora. Es va ampliar en 4 m, utilitzant mènsules de granit. Les investigacions posteriors van mostrar que el pont s'estava enfonsant uns 2,5 cm cada vuit anys, i el 1924 el costat est s'havia enfonsat unes tres o quatre polzades (uns 9 cm) més baix que el costat oest. El pont hauria de ser retirat i substituït.

### Venda a Robert McCulloch

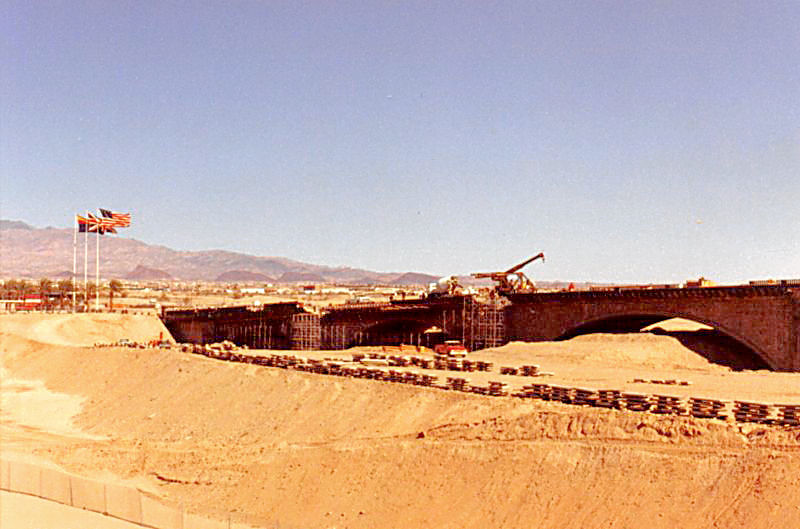
Rennie 's New London Bridge durant la seva reconstrucció a Lake Havasu City, Arizona, març de 1971

Ivan Luckin, membre del Common Council of the City of London, va presentar la idea de vendre el pont i va recordar: «Tots van pensar que estava completament boig quan vaig suggerir que venguéssim el pont de Londres quan calgués substituir-lo». Posteriorment, l'any 1968, l'Ajuntament va posar el pont al mercat i va començar a buscar possibles compradors. El 18 d'abril de 1968, el pont de Rennie va ser comprat per l'empresari de Missouri Robert P. McCulloch de McCulloch Oil per 2.460.000 dòlars EUA. L'afirmació que McCulloch creia erròniament que estava comprant el Pont de la Torre més impressionant va ser negada per Luckin en una entrevista al diari. Abans de desmuntar el pont, es va marcar cada bloc de parament de granit per a un posterior muntatge.

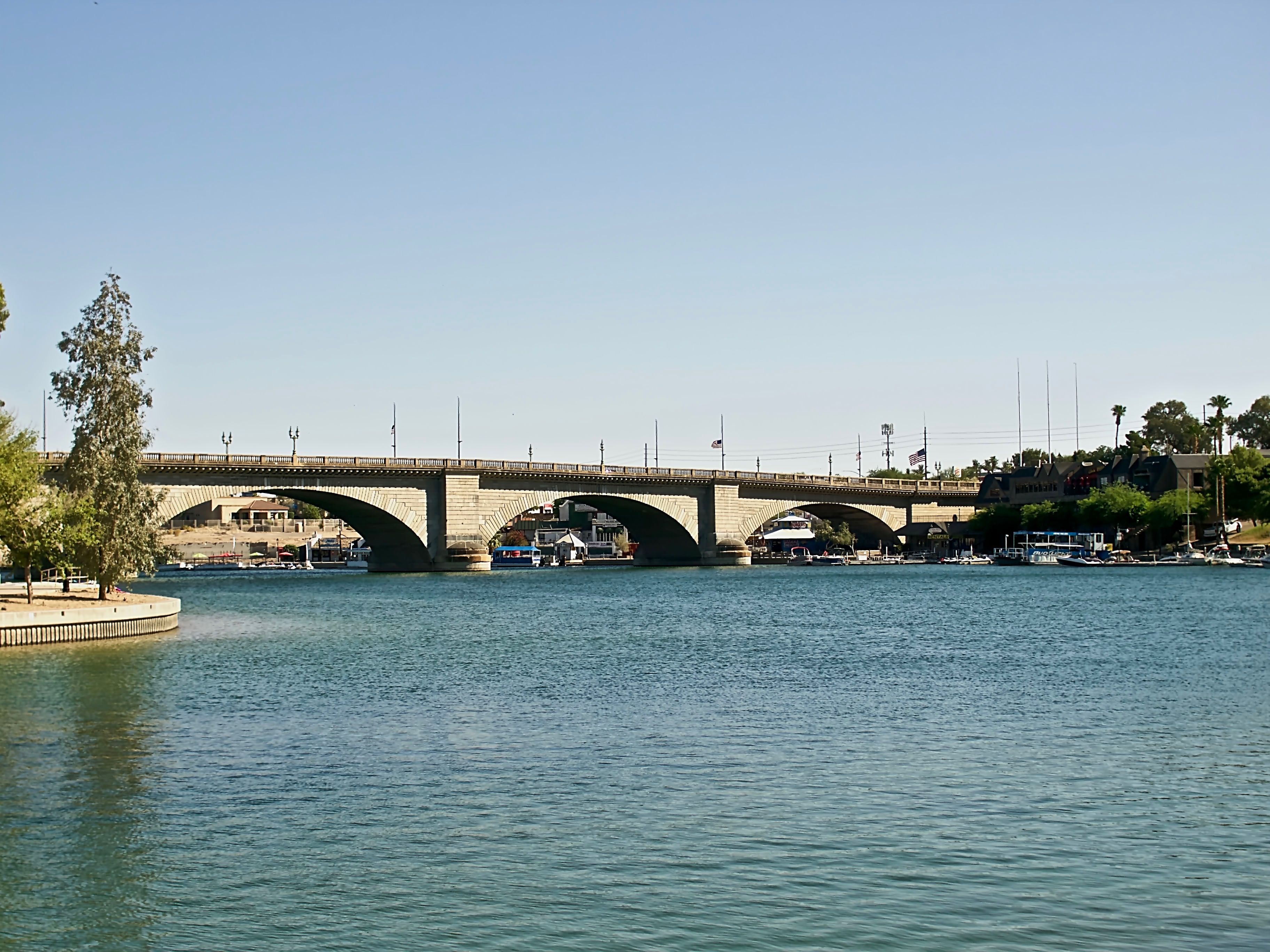
Rennie's New London Bridge reconstruït, Lake Havasu City, 2016

Els blocs es van portar a Merrivale Quarry, Princetown, Devon, on es tallaven les cares interiors de molts, per facilitar-ne la fixació. (Les pedres deixades es van vendre en una subhasta en línia quan la pedrera va ser abandonada i inundada l'any 2003.) 10.000 tones de blocs de granit es van enviar a través del Canal de Panamà a Califòrnia, després es van transportar en camions de Long Beach a Arizona. Es van fer servir per fer front a una nova estructura de formigó armat amb acer de nucli buit construït específicament, assegurant que el pont suportaria el pes del trànsit modern. El pont va ser reconstruït per Sundt Construction a Lake Havasu City, Arizona, i es va tornar a dedicar el 10 d'octubre de 1971 en una cerimònia a la qual van assistir l'alcalde de Londres i celebritats. El pont porta el McCulloch Boulevard i s'estén pel canal Bridgewater, una via navegable artificial que condueix des de la zona de Uptown de Lake Havasu City.

### Modern London Bridge (1973-present)

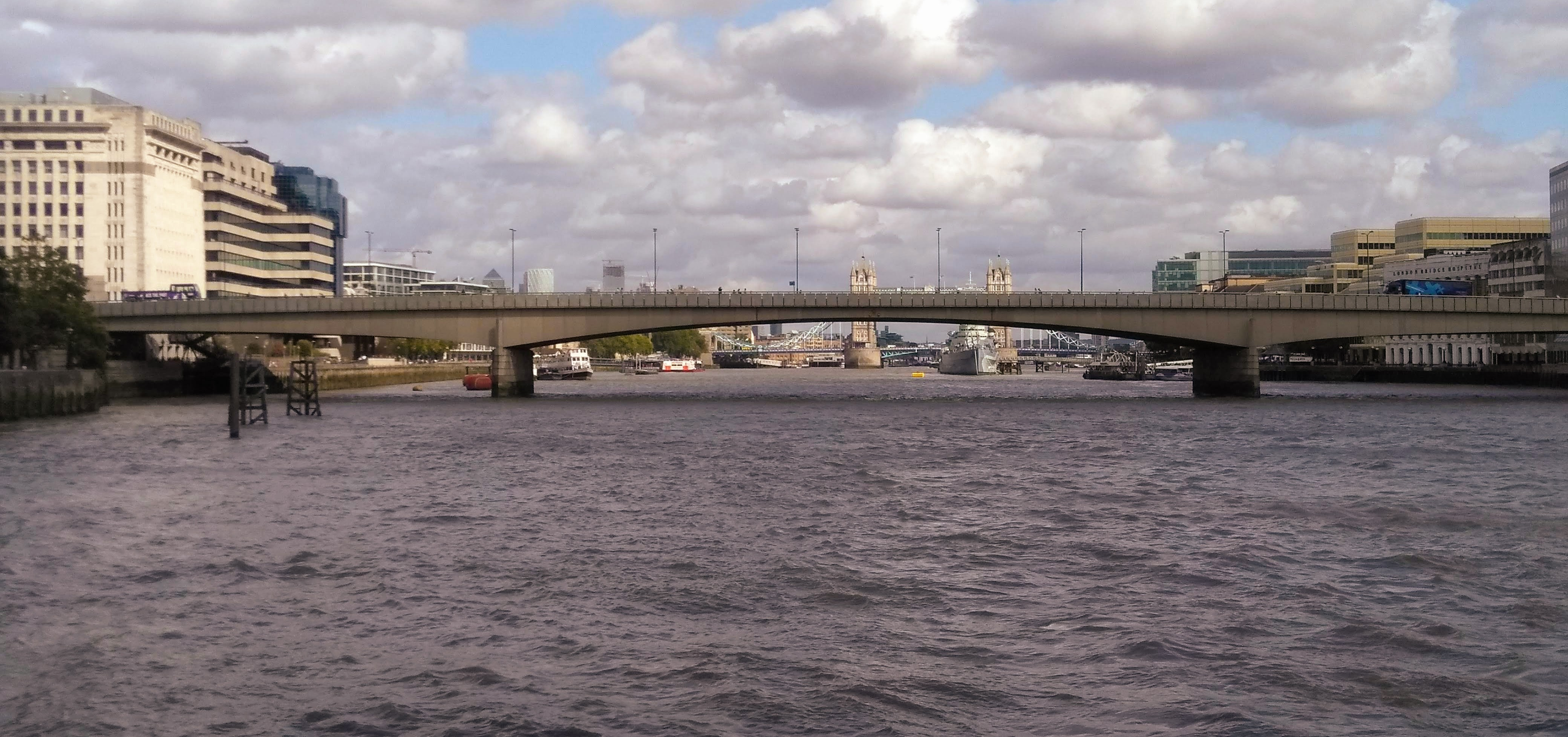
Vista del pont de Londres des d'un vaixell que passa per sota del pont ferroviari de Cannon Street

L'actual pont de Londres va ser dissenyat per l'arquitecte Lord Holford i els enginyers Mott, Hay i Anderson. Va ser construït pels contractistes John Mowlem and Co de 1967 a 1972, i obert per la reina Eçisabet II el 16 de març de 1973. Consta de tres vans de bigues de formigó pretensat, un total de 254 m de llarg. El cost de 4 milions de £ (60,1 milions de £ el 2021), va ser satisfet completament per l'organització benèfica Bridge House Estates. El pont actual es va construir a la mateixa ubicació que el pont de Rennie, amb el pont anterior continuant en ús mentre que les dues primeres bigues es van construir aigües amunt i aigües avall. A continuació, es va traslladar el trànsit a les dues bigues noves i es va enderrocar el pont anterior per poder afegir les dues bigues centrals finals.

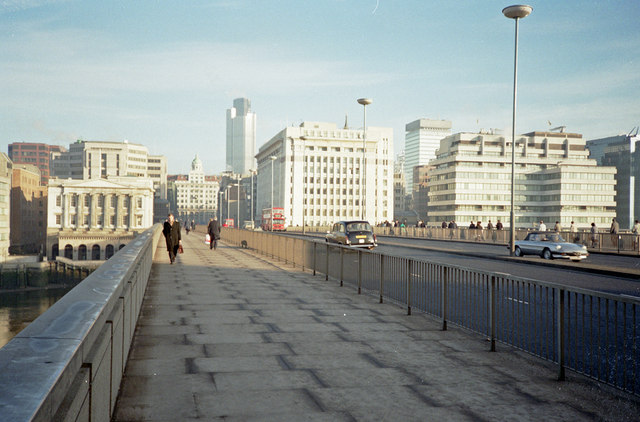
L'actual pont de Londres el gener de 1987, amb el gratacels de la National Westminster Tower (Tower 42) obert sis anys abans al fons.

El 1984, el vaixell de guerra britànic HMS Jupiter va xocar amb el pont de Londres, causant danys importants tant al vaixell com al pont.
El Dia del Record de 2004, diversos ponts de Londres van ser equipats amb il·luminació vermella com a part d'un vol nocturn al llarg del riu amb avions de guerra. El pont de Londres va ser l'únic pont que no es va treure posteriorment la il·luminació, que s'encén regularment a la nit.

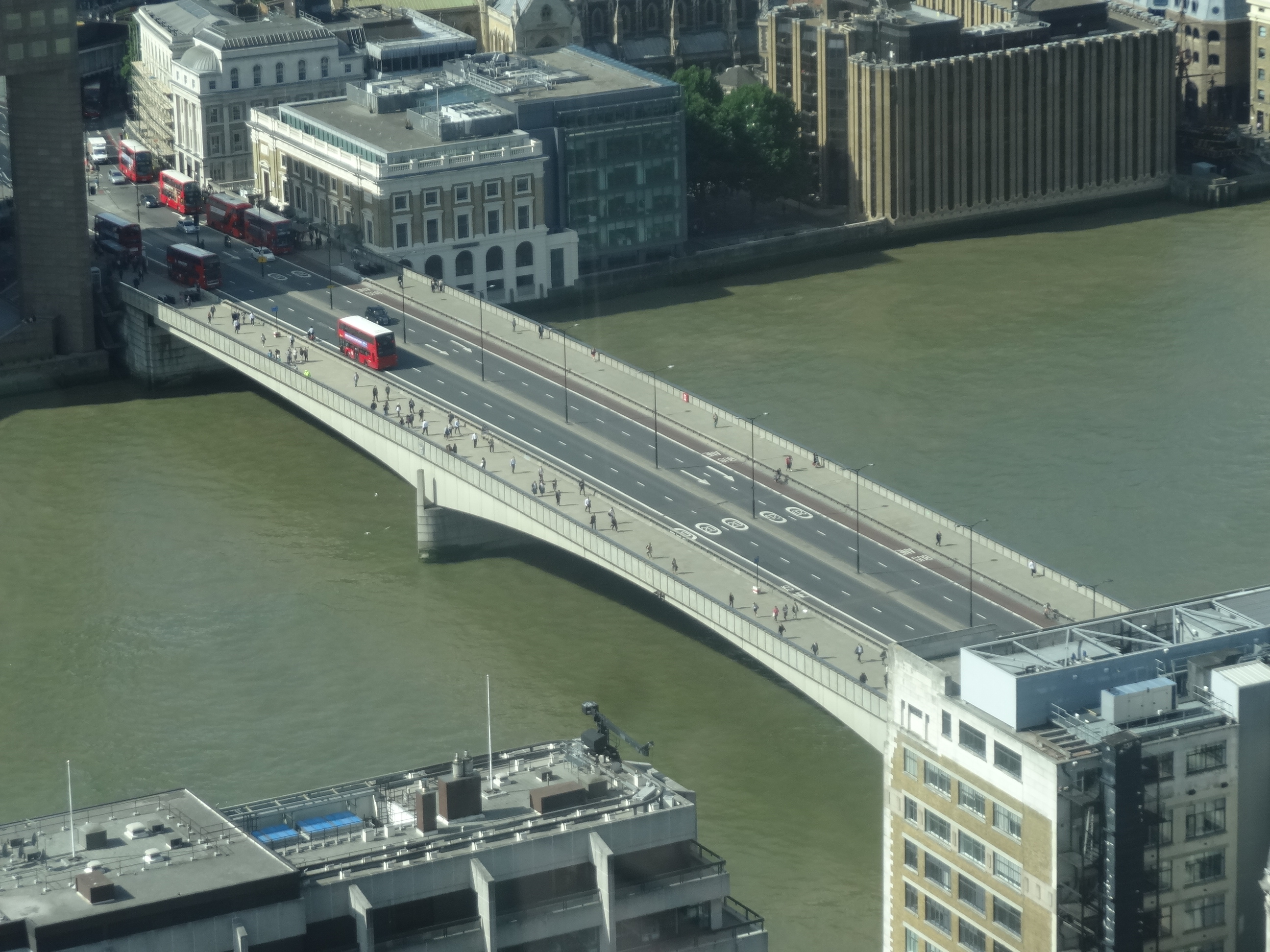
Pont de Londres des del 20 de Fenchurch Street

L'actual pont de Londres es mostra sovint en pel·lícules, notícies i documentals que mostren la multitud de viatgers que viatgen per treballar a La City des de l'estació de London Bridge (de sud a nord). Un exemple d'això és l'actor Hugh Grant que travessa el pont de nord a sud durant l'hora punta del matí, a la pel·lícula Un nen gran del 2002.
L'11 de juliol de 2009, com a part de la crida benèfica anual del Lord Mayor i per commemorar el 800è aniversari de la finalització de l'Old London Bridge durant el regnat del rei Joan, el Lord Major i els homes lliures de la ciutat van conduir un ramat d'ovelles a través del pont, suposadament per dret antic.

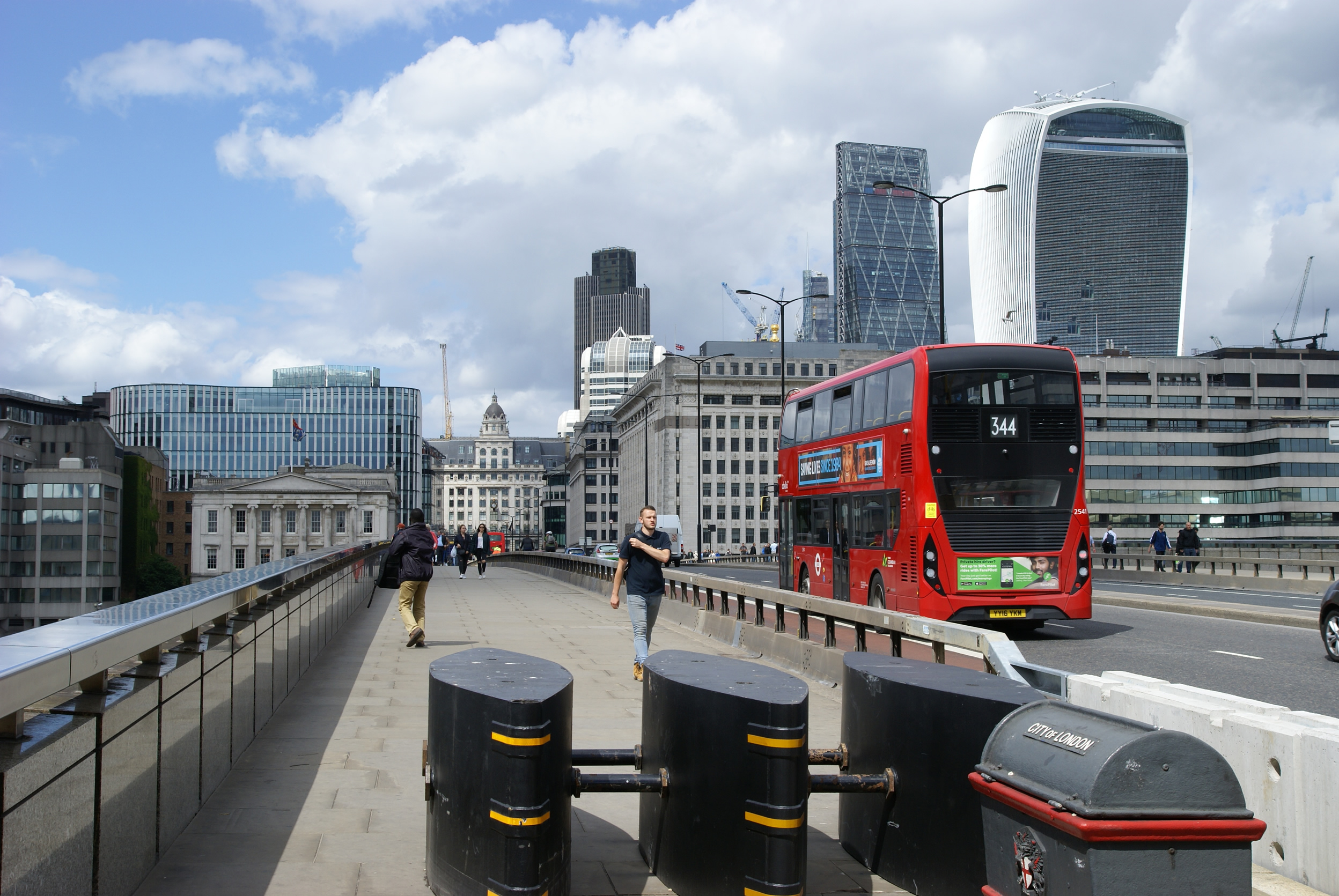
Pont de Londres amb barreres de seguretat del 2017 i l'edifici bulbós de walkie-talkie a la dreta

En un atemptat terrorista el 3 de juny de 2017, tres vianants del pont van ser atropellats amb una furgoneta i van morir. En total, vuit persones van morir i 48 van resultar ferides en l'atac. Es van instal·lar barreres de seguretat al pont per ajudar a aïllar la vorera de vianants de la calçada.